# Cochabambatangara
Cochabambatangara (Poospiza garleppi) är en fågel i familjen tangaror inom ordningen tättingar 

## Utseende och läten
Cochabambatangara är en 17 cm lång finkliknande fågel i grått och rostrött. Den är rostfärgad till laxrosa på hjässa, ögonbryn, i en fläck under ögat och på hela undersidan utom flankerna, medan den är grå bak på hjässan, i ett ögon– och mustaschstreck, på ovansidan samt på flankerna, på vingar och stjärt mörkare. Näbben är liten och mörk. Ungfågeln är sotgrå ovan med beige och brunt på strupe och bröst. Bland lätena hörs tunna "tzeep".

## Utbredning och systematik
Arten förekommer i Anderna i västra Bolivia (södra Cochabamba). Tidigare placerades arten i släktet Compsospiza, men genetiska studier visar att den liksom tucumántangaran är inbäddad i släktet Poospiza.

### Familjetillhörighet
Liksom andra finkliknande tangaror placerades denna art tidigare i familjen Emberizidae. Genetiska studier visar dock att den är en del av tangarorna.

## Status
Cochabambatangaran har ett mycket litet utbredningsområde och ett bestånd som uppskattas till endast mellan 400 och 4000 vuxna individer. Den tros också minska i antal på grund av habitatförstörelse. Det råder dock oklarheter kring beståndsuppskattningen och arten förekommer på en rad olika lokaler. Internationella naturvårdsunionen IUCN kategoriserar cochabambatangaran som nära hotad.

## Namn
Fågelns vetenskapliga artnamn hedrar Gustav Garlepp (1862-1907), tysk samlare av specimen i tropiska America 1883-1897.